# 警察高空工作隊
警察高空工作隊（俗稱蜘蛛俠，縮寫为）成立於2005年，前身為於1996年成立的警察高空工作小組，隸屬於香港警務處行動處行動部警察機動部隊總部，主要責任為高空拯救，以及在危險位置（包括大廈外牆或者建築物的危險結構，例如天台泵房、天橋頂部及棚架等）移走橫額等物件及示威者。

## 目標
「不斷更新認知，適時相互交流」。

## 組織
警察高空工作隊由一名總督察擔任主管，分為4組，每日輪流24小時當值；僅在有需要時才會集合，崗位屬於兼任職務；當中9成來自警察機動部隊。

## 歷史
2005年，因應香港舉辦世界貿易組織第六次部長級會議所需要，警務處將警察高空工作小組改革為警察高空工作隊。
2007年8月保留皇后碼頭事件發生後，經過檢討，警察高空工作隊認為有需要提升其在高空拯救上的水平，以減低人員在高空工作環境下的風險，因而於同月邀請了兩名英國專家在警察機動部隊總部舉辦高級訓練──包括為期兩週的行動訓練課程以及培訓導師訓練課程。
2008年，警察高空工作隊遠赴英國，與西約克郡及梅爾塞賽德警察的繩索進道隊交流。
2010年年初，警察高空工作隊派員到英國坎布里亞郡接受極端環境繩索進道應用及拯救課程；同年2月，由10名人員組成的海外交流考察團遠赴倫敦，探訪倫敦警察廳的繩索進道隊，及作出深入的交流，包括到訪位於桂尉桑的特別訓練中心基地，接受繩索定位技術訓練。同年11月，警察高空工作隊獲得多支英國警察隊予以資歷上的認可，包括警察繩索及專業進道──訓練員導師及行動性高空安全及專業進道──訓練員導師等。
2010年11月，警察高空工作隊獲得多支英國警察隊予以資歷上的認可，包括警察繩索及專業進道──訓練員導師及行動性高空安全及專業進道──訓練員導師等。
2011年，警察高空工作隊專注為其他單位提供相關訓練，包括為快速應變部隊提供斜面繩索定位課程和為警察談判組安排高空工作安全保護工作坊等。同年11月，警察高空工作隊到訪澳大利亞維多利亞警察部隊進行為期14日的考察，期間獲得安排參與達致澳洲國家級水平的警察垂直拯救及行動訓練課程。
2012年，警察高空工作隊為香港特種警察部隊及深圳公安局提供為期3週的警察繩索進道課程。
2013年，警察高空工作隊5名人員獲得由英國Lyon高空工作及拯救訓練學院頒授的警察高空工作及拯救教練（英文：Police Officer Work at Height and Rescue Supervisor/Trainer）課程及高空工作工具驗證檢測及儲存證書（英文：Work at Height Equipment Appreciation, Inspection and Storage Certificate）。

## 遴選訓練

### 初步遴選
投考加入警察高空工作隊的人員必要擁有良好體格，服務紀錄良好，於現任職級曾經駐守於警察機動部隊，擁有廣泛駐守在前線崗位的經驗，而且對高空工作具興趣；會被安排接受初步遴選。

### 遴選
成功通過初步遴選的投考人，會被安排接受為期一日的遴選，早上主要為體能測試，期後則會即場教授繩結及裝備的基本運用技巧；下午為學習能力及速度、記憶及判斷力的考驗，當中包括高度適應測試，要求投考人在指定時間內從警察機動部隊總部飛奔至附近一座大廈第38層，獨自穿上於早上學習使用的繩結及裝備，然後爬出牆外，在凌空中完成數學測試。每次舉行的遴選，通常結果有一半投考人被淘汰。

### 警察繩索定位專業訓練課程
成功通過遴選的投考人，會接受警察繩索定位專業訓練課程，為期9日，分3階段，每階段為期3日，內容包括：職業安全、相關法例、數學、數學物理、物理學及力學等，另外包括體能、游繩、障礙、繩結運用、滑輪系統應用及畏高挑戰等。在課程過程中，每階段均設有筆試及實習試，未能夠通過任何單一測試的投考人會被即時淘汰。每次舉辦的警察繩索定位專業訓練課程，通常只有約2/3投考人通過。

## 培訓
為了確保人員水平以及行動效率得以維持於高度上，警察高空工作隊經常性緊急召喚人員返回警察機動部隊總部提取裝備，並且攜行前往模擬事故發生地點。

## 裝備
- 個人保護裝備
  - 頭盔
  - 不同功能的安全帶
  - 多款抓繩上升及下降器
  - 防墮器
  - 滑輪
  - 多種不同長短以及種類的繩索等[9]。

## 已知行動紀錄
- 2005年12月：世界貿易組織第六次部長級會議
- 2005年12月：香港反對世貿遊行衝突
- 2007年8月：保留皇后碼頭事件[3][10][11]
- 2007年11月26日，於東龍洲上懸崖[12]
- 2009年10月1日晚上7時，出勤於中央人民政府駐香港特別行政區聯絡辦公室前。
- 2010年1月19日一名反鎖在長沙灣海麗邨寓所、持刀架頸的狂躁男子因為打破玻璃窗，企圖跳樓自殺；最後由人員趁機破門入屋將其制服。事件發生期間，警察高空工作隊曾經從大廈的41樓天台游繩而下，在外牆協助警察談判組進行監察[13]。

## 外部連結
《警聲》
- 警察高空工作隊招募成員（页面存档备份，存于）
- 警察高空工作隊  堅持高質素服務（页面存档备份，存于）
- 非一般「高空拯救」任務（页面存档备份，存于）

視頻
- 警察高空工作隊 （页面存档备份，存于）